# 丁咸
丁咸（？年—？年），蜀漢將領，官至行左護軍、篤信中郎將。

## 生平
建興九年（公元231年），諸葛亮第四次北伐，當時李平負責後勤補給。夏秋之季，正逢陰雨連綿，糧草運輸供應不上，李平派參軍馬忠、督軍成藩傳話給諸葛亮，讓他撤軍，諸葛亮得到信後答應退兵。北伐大軍退還後，李平弄虛作假，欲逃脫責任，諸葛亮聯合出征的將領們上書劉禪，罷黜李平，廢李平為平民。丁咸時任左護軍、篤信中郎將，一同上書。